# Angelina Pier
Angelina Pier (* 4. Dezember 1992) ist eine deutsche Taekwondoin.
Pier war Mitglied der ITF-D Junioren-Nationalmannschaft und Trägerin des 1. Dan. Sie startete für den Sportclub Budokan Dortmund.

## Nationale Erfolge
- Deutsche Meisterschaft 2007, Goldmedaille im Tul bis 3. Dan, Goldmedaille im Kampf bis 3. Dan
- Deutsche Meisterschaft 2007, Silbermedaille im Spezialbruchtest

## Internationale Erfolge
- Promat Open 2006 Niederlande, Silbermedaille im Kampf und im Tul
- Europameisterschaft Rumänien 2006, Goldmedaille im Team Tul, Bronzemedaille im Bruchtest
- Worldcup Benidorm/Spanien 2006, Goldmedaille im Kampf Einzel bis 14 Jahre
- Europameisterschaft Slowenien 2007, Bronzemedaille im Team Tul, Bronzemedaille im Kampf +60 kg
- Weltmeisterschaft Quebec/Kanada 2007, Bronzemedaille im Team Kampf
- Viking Cup 2008 in Skövde/Schweden, Goldmedaille im Kampf +60 kg
- Europameisterschaft in Polen 2008, Goldmedaille im Kampf +60 kg
- Europameisterschaft in Polen 2008, Goldmedaille im Team Spezialbruchtest
- Europameisterschaft in Polen 2008, Silbermedaille im Team Kampf
- Europameisterschaft in Polen 2008, Bronzemedaille im Powerbruchtest
- Europameisterschaft in Polen 2008, Bronzemedaille im Mannschaftstul
- Europameisterschaft in Polen 2008, Best Junioren Team

| Personendaten    | Personendaten                 |
| ---------------- | ----------------------------- |
| NAME             | Pier, Angelina                |
| KURZBESCHREIBUNG | deutsche Taekwondo-Sportlerin |
| GEBURTSDATUM     | 4. Dezember 1992              |
| GEBURTSORT       | Dortmund                      |